# أتوروليموماب
أتوروليموماب هو جسم مضاد وحيد النسيلة كابت للمناعة يعمل بالضد من عامل البندر.